# Eilean Rìgh
Eilean Rìgh és una petita illa de les Hèbrides Interiors, situada al nord-oest d'Escòcia. Està ubicada al Loch Craignish, a aproximadament 300 m de la costa d'Argyll. El nom de l'illa és en gaèlic i significa "Illa del rei", malgrat es desconeix el rei al qual fa referència.
L'illa posseeix les restes de dos castrum de l'edat de ferro.
Durant els anys 1930, Eilean Rìgh fou la llar de Reginald Johnston, el tutor de Pu Yi, el darrer emperador xinès. Johnston modernitzà les cases, hi construí un temple budista i hi hissà la bandera de Manxúria en jardins d'estil xinès.
L'actual propietari de l'illa és l'especulador londinenc Christian Siva-Jothy.